# Suku-Na-Bikona
Suku-Na-Bikona  var dvärggud i japansk mytologi som bistod hjälten Ōkuninushi i en berättelse. Son till Kami-Musubi.
Suku-Na-Bikona var en vänligt sinnad gud som förknippades med jordbruk och läkemedel.